# Вид на жительство (Россия)

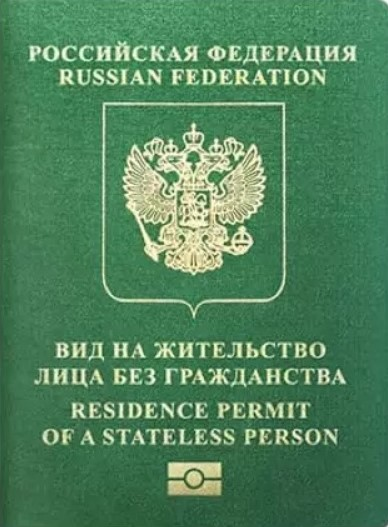
Российский вид на жительство лица без гражданства, содержащий электронный носитель информации.

Вид на жительство в Российской Федерации — документ, подтверждающий право на долгосрочное проживание на территории Российской Федерации лица, не являющегося гражданином Российской Федерации — то есть иностранного гражданина либо лица без гражданства.
В России, вид на жительство, выданный лицу без гражданства, удостоверяет его личность.
Вид на жительство в России бессрочный с 1 ноября 2019 года,  но с необходимостью ежегодного подтверждения.
Документ ВНЖ РФ для иностранных граждан выпускается с синей обложкой, а для лиц без гражданства с обложкой зелёного цвета.

## Содержимое
В документе вносят следующие сведения о личности имеющего вид на жительство:
- фамилия;
- имя;
- отчество;
- гражданство;
- пол;
- дата рождения;
- место рождения.

## Выдача, замена и пользование видом на жительство
С 1 ноября 2019 года вид на жительство в России стал бессрочным, однако требует ежегодного подтверждения проживания. Для получения вида на жительство иностранный гражданин обязан прожить в Российской Федерации не менее одного года на основании разрешения на временное проживание. Возможно сокращения этого срока для различных категорий иностранных граждан. Количество продлений срока действия вида на жительство не ограничено.
Для отдельных категорий иностранных граждан в соответствии с международными договорами (граждане Белоруссии и Казахстана) установлена возможность, минуя стадию получения разрешения на временное проживание, обратиться с заявлением о выдаче вида на жительство.
Круг заявителей, имеющих право на выдачу вида на жительство в Российской Федерации, довольно широк. Получить вид на жительство в РФ имеют право:
- иностранные граждане, проживающие по разрешению на временное проживание;
- иностранные граждане, осуществляющие трудовую деятельность в Российской Федерации в официальном порядке;
- высококвалифицированные специалисты и члены семьи высококвалифицированного специалиста;
- иностранные граждане, являющиеся участниками Государственной программы по оказанию содействия добровольному переселению в Российскую Федерацию соотечественников;
- иностранные граждане, признанные носителями русского языка

и прочие категории иностранных граждан, согласно ФЗ от 25 июля 2002 г. № 115-ФЗ «О правовом положении иностранных граждан в Российской Федерации»

### Что даёт вид на жительство в России
- Вид на жительство Российской Федерации наделяет его обладателя (иностранного гражданина или лица без гражданства) правом на трудоустройство без оформления разрешительных документов (нет необходимости получения разрешения на работу или миграционного патента)
- На пользование социальными правами (в том числе бесплатной медициной по полису страхования) наравне с гражданами Российской Федерации
- На ведение бизнеса (в том числе и как самозанятый гражданин), на пользование услугами суррогатных матерей, а также значительно упрощает получение гражданства Российской Федерации. Граждане ряда (в основном из постсоветского пространства) иностранных государств могут оформить потребительский кредит в России только при наличии вида на жительство.
- Иностранный гражданин, который имеет вид на жительство России, может оформлять приглашения на въезд в страну (для упрощения выдачи визы) для своих близких родственников (родители, муж или жена, дети, братья и сёстры, бабушки и дедушки, внуки) из другого государства, если для граждан этого государства предусмотрено получение визы для въезда в Россию.

Обладатели ВНЖ РФ не имеют субъективного избирательного права, не имеют права работать в силовых ведомствах, не имеют права получения доступа к государственной тайне, а также не могут получить ипотеку.

## Дактилоскопия и фотографирование
Для получения ВНЖ нужно пройти дактилоскопию и фотографирование (профиль и анфас) и медицинское освидетельствование.

## Аннулирование
- Вид на жительство аннулируется, если его обладатель находился за пределами Российской Федерации (например у себя на родине или в третьей стране/странах) непрерывно более шести месяцев в течение одного календарного года.
- Также, если его обладатель неоднократно (два и более раза) в течение одного года привлекался к административной ответственности за правонарушения, связанные с посягательством на общественный порядок (например за курение и распитие алкоголя в неположенном месте, нецензурную брань, вандализм и прочие) и общественную безопасность либо с нарушением режима пребывания в Российской Федерации.
- А также при совершении им доказанного судом (а не следствием) уголовного преступления и привлечения к уголовной ответственности (если он не будет оправдан) и назначения уголовного наказания.